# Sylvain Dornon
Sylvain Dornon, né en 1858 et mort en 1900 est un boulanger arcachonnais, qui tenait à ce que l'usage des échasses dans les Landes de Gascogne soit préservé et qu'elles deviennent un sport et un jeu. 

## Les spectacles d'échassiers
Le 4 août 1889, il présente pour la première fois son groupe de tchancats dans le parc du Casino Mauresque d'Arcachon devant un public nombreux. Le spectacle commence par trois courses, et se termine par Lou Quadrilh dous tchancats (le quadrille des échassiers): spectacle artistique au son du fifre et de la tchalamine (sorte de hautbois rustique). La troupe vient ainsi de créer une nouvelle spécialité arcachonnaise : la danse sur échasses.

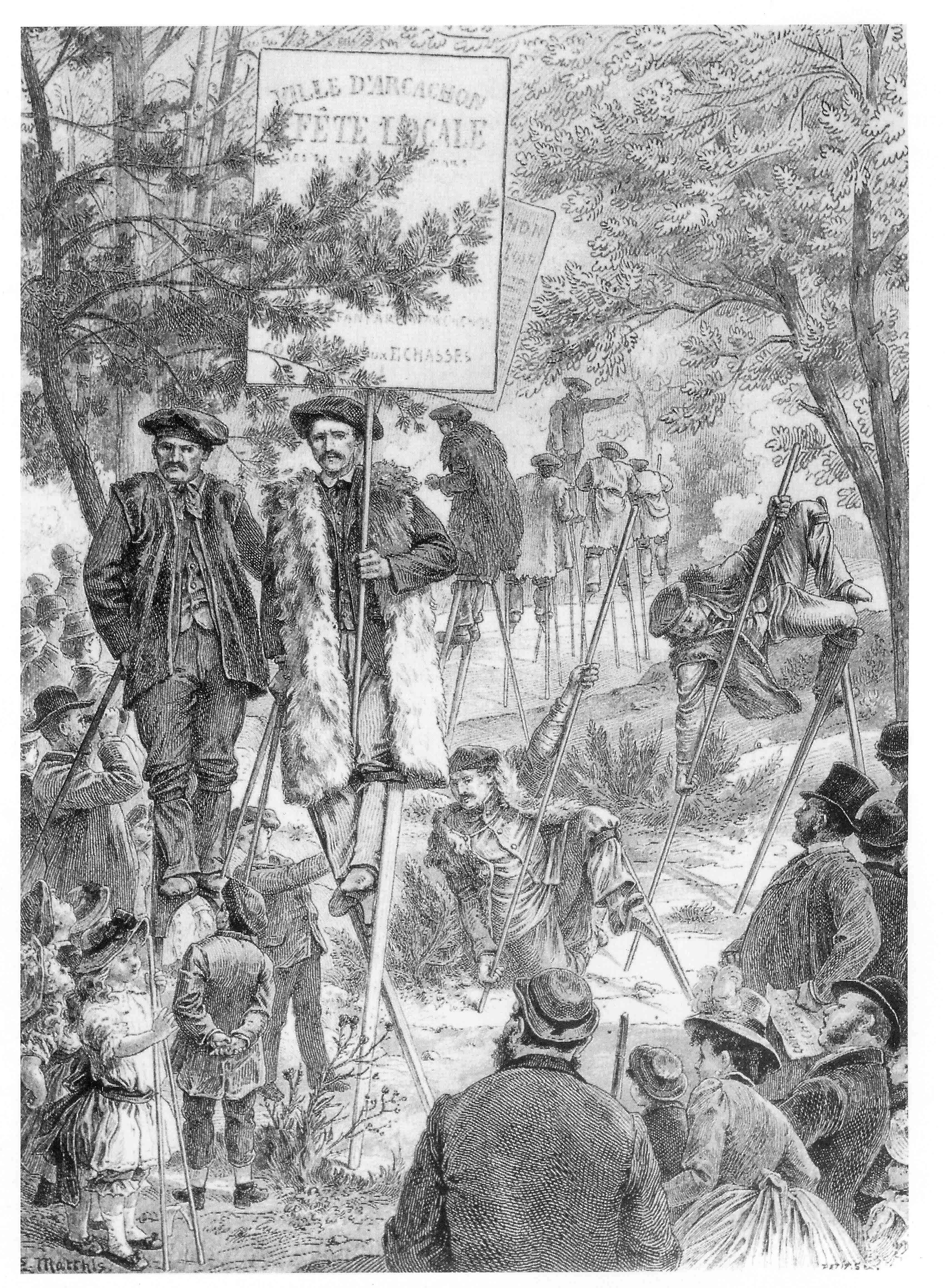
Affiche

## Une démonstration atypique dans la capitale
Sylvain Dornon établit à tout jamais la réputation des Landais en montant sur ses échasses jusqu'au deuxième étage de la Tour Eiffel lors de l'Exposition universelle de 1889. Cette démonstration était en fait une affirmation d'identité, au moment de l'extinction du système agro-pastoral dans les Landes de Gascogne.

## De Paris à Moscou
À peine de retour, il méditait déjà un nouveau projet. Il décida de se rendre à l'Exposition Franco-Russe de Moscou en mai 1891 sur ses échasses, en partant de Paris. Il passa un accord avec L'Illustration qui finança son voyage. Près de 2 000 personnes se bousculaient pour assister au départ, le 12 mars, place de la Concorde, de notre voyageur vêtu de l'équipement complet du berger landais et monté sur ses échasses.

Le trajet fut difficile en raison des conditions climatiques, du mauvais état des routes, des réactions peu amicales de certains villageois voyant cet étrange épouvantail passer devant chez eux. Monté sur des échasses de 1,20 m, il parcourut une distance moyenne de 60 km par jour. Son itinéraire fut : Paris, Reims, Sedan, Luxembourg, Coblentz, Berlin, Wilna et enfin Moscou.

Il arriva le 10 mai à Moscou, et c'est derrière un cortège de policiers qu'il visita l'Exposition de Moscou, pendant que le public applaudissait et criait "Vive la France !".
Son retour à Arcachon fut discret. Il ne cessera de soutenir la cause des échasses jusqu'à sa mort en 1900, à l'âge de 42 ans.

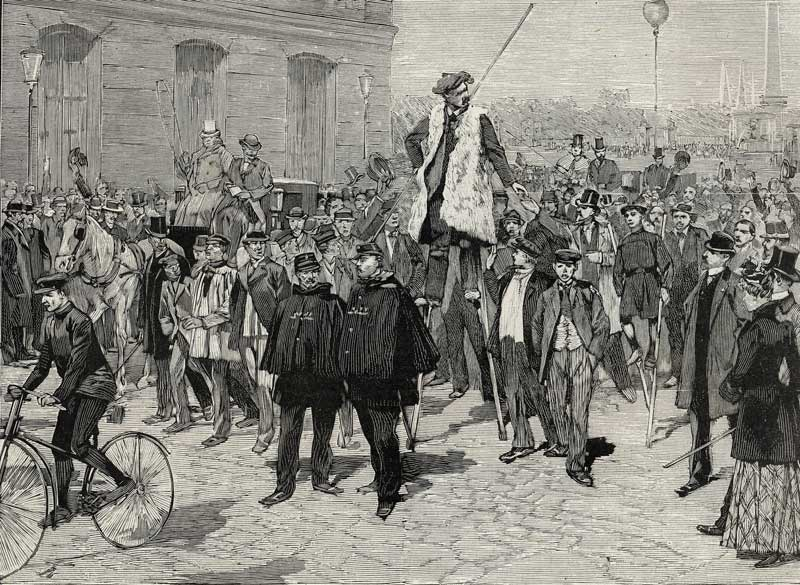
Le départ pour Moscou, L'Illustration, 21 mars 1891.
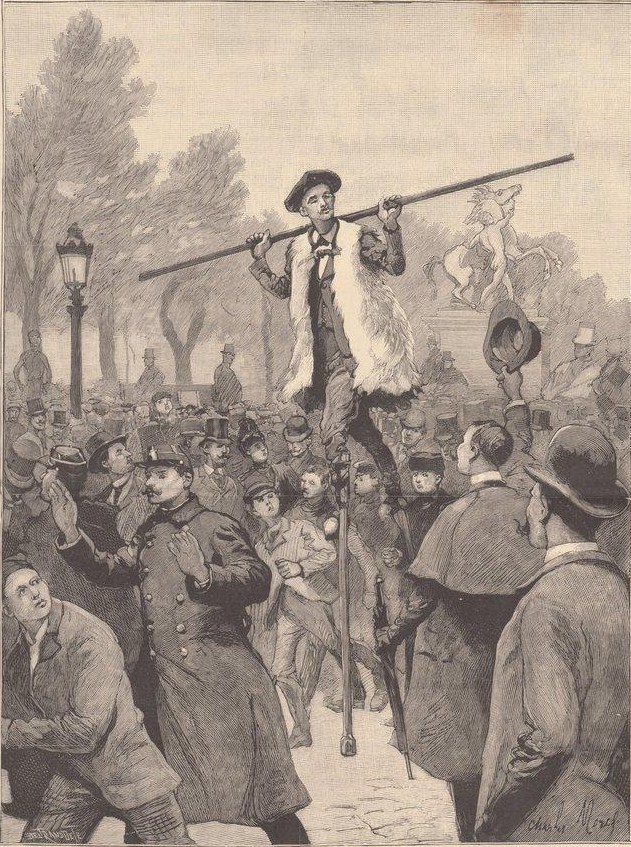
Le départ pour Moscou, vu par Charles Morel, Le Monde illustré, 21 mars 1891.
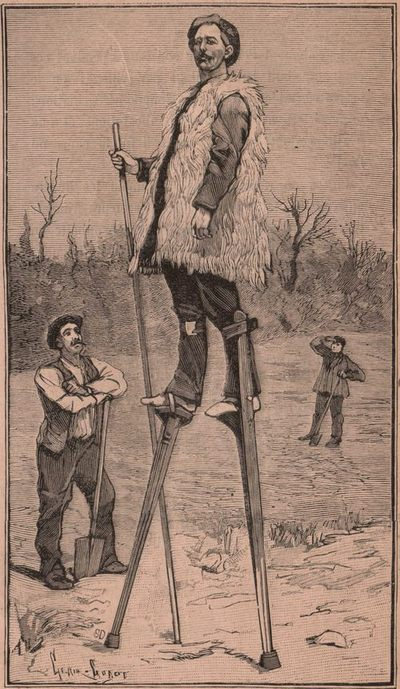
Sylvain Dornon, gravure